# SV Blau-Weiß Bennewitz
Der SV Blau-Weiß Bennewitz ist ein deutscher Fußballverein mit Sitz in der sächsischen Gemeinde Bennewitz im Landkreis Leipzig.

## Geschichte

### Nachkriegszeit bis Wendezeit
Die Geschichte des späteren Vereins beginnt bereits nach dem Ende des Zweiten Weltkriegs als eine Fußballmannschaft der SG Bennewitz innerhalb der Landesmeisterschaft 1948/49 in der damals ersten Bezirksliga Leipzig spielte, welche auch mit die höchste Klasse des Landes darstellte. Mit 13:37 Punkten platzierte man sich auf dem 21. Platz, wodurch es zur nächsten Saison in die Bezirksklasse ging. Über den weiteren Spielbetrieb ist nichts bekannt. Die Saison 1965/66 konnte die Mannschaft als Pokalsieger abschließen.
Die Sportgemeinschaft gab sich am 24. Mai 1968, dem offiziellen Gründungsdatum den Beinamen Traktor. Kurz danach erfolgte die Umbenennung zur BSG Traktor Bennewitz. In der ersten Spielzeit gelang der Gewinn des Kreispokals. Ab der Saison 1969/70 spielte man auf höchster Kreisebene in Wurzen, wo man sich mit 36:12 Punkten den zweiten Platz sicherte und es in den folgenden Jahren drei Mal in Folge gelang die Meisterschaft zu gewinnen. Ein Aufstieg gelang nicht. Die Mannschaft errang bis zur Wende ein paar Kreispokaltiteln.

### 1990er Jahre bis heute
Ab der Saison 1990/91 trat die Mannschaft als SV Blau-Weiß Bennewitz auf. In der Saison 1993/94 gelang mit 32:12 Punkten die Meisterschaft. Nach dem ersten Aufstieg in der Vereinsgeschichte gelang es aber nicht, die Klasse zu halten. In der darauffolgenden Saison 1995/96 (mittlerweile im Kreis Muldental) stieg man mit 10 Punkten und dem 16. Platz das zweite Mal in Folge ab.
In der Saison 2003/04 belegte die Mannschaft in der 1. Muldentalklasse mit 38 Punkten Platz sechs. In der Spielzeit 2008/09 gewann man die Meisterschaft und stieg in die Muldentalliga auf. Aus dieser wurde zur Saison 2010/11 die Kreisliga A Muldental / Leipziger Land. Die Saison 2012/13 schloss man mit 70 Punkten als Meister ab und stieg in die Kreisoberliga auf und erreichte mit 46 Punkten den fünften Platz. In der Saison 2018/19 gelang mit 81 Punkten die Meisterschaft. In der Landesklasse Sachsen zog man nach vier Spielen, noch vor dem Abbruch der Saison aufgrund der COVID-19-Pandemie, seine Mannschaft, aufgrund von personellen Problemen, zurück. Seit der Saison 2020/21 spielt die Mannschaft wieder in der Kreisoberliga.